# دارجك (تشكدان)
دارجك (بالفارسية: درجک) هي قرية تقع في إيران في هرمزغان. يقدر عدد سكانها بـ 326 نسمة بحسب إحصاء 2016.